# Nicholas Percy
Nicholas Percy (* 5. Dezember 1994 in Glasgow) ist ein britischer Leichtathlet, der sich auf den Diskuswurf spezialisiert hat.

## Sportliche Laufbahn
Erste internationale Erfahrungen sammelte Nicholas Percy bei den Jugendweltmeisterschaften 2011 nahe Lille, bei denen er mit einer Weite von 58,95 m den siebten Platz belegte. Anschließend gewann er bei den Commonwealth Youth Games in Douglas mit 62,96 m die Silbermedaille im Diskuswurf sowie mit 64,96 m auch die Bronzemedaille im Hammerwurf. Im Jahr darauf nahm er an den Juniorenweltmeisterschaften in Barcelona teil und erreichte dort mit 57,79 m Rang acht und 2013 gewann er bei den Junioreneuropameisterschaften in Rieti mit 62,04 m die Silbermedaille. Im Jahr darauf nahm er erstmals an den Commonwealth Games in Glasgow teil, schied dort aber mit 56,71 m in der Qualifikation aus. 2017 nahm er schließlich an den Weltmeisterschaften in London teil, erreichte aber auch dort mit 56,93 m nicht das Finale. Zwei Jahre später belegte er bei der Sommer-Universiade in Neapel mit 60,92 m den siebten Platz. 2022 siegte er mit 63,23 m beim Meeting Iberoamericano und anschließend schied er bei den Weltmeisterschaften in Eugene mit 63,20 m in der Qualifikationsrunde aus. Im August belegte er bei den Commonwealth Games in Birmingham mit 63,53 m den fünften Platz und verpasste bei den Europameisterschaften in München mit 61,26 m den Finaleinzug. 2024 nahm er an den Olympischen Sommerspielen in Paris teil und schied dort mit 61,81 m in der Qualifikationsrunde aus.
In den Jahren 2016 und 2017 sowie 2019, 2020 und 2022 wurde Percy britischer Meister im Diskuswurf. Er ist Student an der University of Nebraska-Lincoln und wurde 2016 NCAA-Collegemeister.